# Pavetta incana
Pavetta incana är en måreväxtart som beskrevs av Johann Friedrich Klotzsch. Pavetta incana ingår i släktet Pavetta och familjen måreväxter. Inga underarter finns listade i Catalogue of Life.